# Yamaha XT 1200Z Super Ténéré
La Yamaha XT1200Z Super Ténéré è una motocicletta prodotta dalla casa motociclistica giapponese Yamaha Motor dal 2010.

## Profilo e contesto
A spingere la moto c'è un inedito motore a due cilindri in linea frontemarcia dalla cilindrata totale di 1199 cm³ (con l'alesaggio da 98,0 mm e la corsa da 79,5), a quattro tempi raffreddato a liquido e con manovellismo delle bielle a 270°, distribuzione bialbero a 8 valvole (4 per cilindro) e un rapporto di compressione di 11:1. Il propulsore è alimentato da un sistema ad iniezione elettronica con doppi corpi farfallati e da un sistema twin spark a doppia accensione con due candele per cilindro. Sono presenti due contralberi di equilibratura che riducono le vibrazioni generate dal motore; il sistema di lubrificazione è a carter secco, con il serbatoio dell'olio che si trova integrato nel basamento. 
Il sistema di scarico è del tipo 2 in 1, con un sistema di espansione a due stadi e un silenziatore corto con sezione verticale ellittica dotato di catalizzatore. Due sonde lambda controllano i gas di scarico. La potenza viene trasferita attraverso un cambio a sei marce e una trasmissione a cardano. 
All'avantreno trova posto un forcella telescopica a steli rovesciati della Kayaba da 43 mm regolabile nel precarico, mentre al retrotreno un forcellone in alluminio. il sistema frenante si compone di due dischi con un diametro di 310 mm all'anteriore, mentre al posteriore è presente una pinza flottante a due pistoncini con un disco freno del diametro di 282 mm. Il sistema di ABS è di serie.

## Storia ed evoluzione
Presentata per la prima volta in Germania alla fiera motociclistica di Dortmund il 4 marzo 2010, la motocicletta viene commercializzata con il nome Super Ténéré, che fa riferimento all'omonima regione desertica nordafricana.
Al lancio è disponibile una versione speciale chiamata First Edition, fornita di piastre di rinforzo e protezione e borse laterali in alluminio.
Ad EICMA nel 2013 e successivamente sul mercato nel 2014, è stata introdotta la nuova versione denominata ZE. Il design è ripreso dalle enduro che parteciparono alle competizioni rally raid. Il serbatoio è più grande e dalla capacità di 23 litri, e sempre in questa sezione è presente un nuovo cupolino regolabile. Ai lati sono posizionate due alette paracolpi per evitare danni in caso di caduta del mezzo, mentre nella sezione posteriore sono presenti due nuovi indicatori con diodi a LED. Il computer di bordo è composto da due display LCD. Il propulsore che equipaggia la moto è sempre il bicilindrico in linea, ma dotato di pistoni con curvatura migliorata che ospita delle fasce raschiaolio con spessore ridotto. Gli alberi a camme hanno ricevuto un nuovo profilo, mentre la fluidodinamica è stata migliorata ridisegnando si flussi sia di aspirazione che di scarico. Queste migliorie permettono di erogare al motore maggiore potenza e coppia, rispettivamente di 112 CV e 117 Nm di coppia. Il telaio Backcone è formato da tubi in acciaio. Questa versione porta al debutto anche un esclusivo sistema sospensivo a regolazione elettronica realizzato in collaborazione con la Kayaba. Le sospensioni possono essere regolate nelle tre configurazioni Soft, Standard e Hard.
Con l'entrata in vigore della normativa sulle emissioni Euro 5 nel 2021, la motocicletta non viene più importata all'interno nell'Unione Europea, rimanendo disponibile solo sul mercato americano.